# Wiesław Patynek
Wiesław Patynek (ur. 15 stycznia 1956 w Dzierżoniowie) – polski żużlowiec.
Największe sukcesy w karierze odniósł w zawodach z cyklu Młodzieżowych Indywidualnych Mistrzostw Polski, dwukrotnie (Opole 1976, Leszno 1978) zdobywając złote medale. Był również brązowym medalistą Młodzieżowych Drużynowych Mistrzostw Polski (1978). Trzykrotnie startował w turniejach o "Srebrny Kask" (najlepszy wynik: 1976, VI miejsce). W 1978 r. zajął w Częstochowie XI m. w ćwierćfinale kontynentalnym (eliminacji Indywidualnych Mistrzostw Świata.
W latach 1975–1981 startował w rozgrywkach z cyklu Drużynowych Mistrzostw Polski, reprezentując klub Polonia Bydgoszcz.